# Эдельман, Эрик Стивен
Эрик Стивен Эдельман (англ. Eric Steven Edelman; род. 27 октября 1951, Балтимор, Мэриленд, США) — американский дипломат, занимавший должности заместителя министра обороны по политике (2005—2009), посла США в Турции (2003—2005), посла США в Финляндии (1998—2001) и первый заместитель помощника вице-президента по вопросам национальной безопасности (2001—2003). Карьерный сотрудник дипломатической службы, Эдельман поступил на старшую дипломатическую службу в 1992 году. Он получил награду министра обороны за выдающуюся гражданскую службу (1993) и Высшую награду Государственного департамента (1990 и 1996 годы).
Он ушел из дипломатической службы США в мае 2009 года и является приглашенным научным сотрудником Центра стратегических исследований Филиппа Меррилла, а также заслуженным практиком-резидентом Школы перспективных международных исследований Пола Х. Нитце (SAIS) и почетным научным сотрудником Института международных исследований Центр стратегических и бюджетных оценок. Он также был советником президентской кампании Митта Ромни 2012 года.
Эдельман в настоящее время является сопредседателем инициативы «Турция» Двухпартийного политического центра и сопредседателем уполномоченной Конгрессом Комиссии по стратегии национальной обороны.

### Ранняя жизнь и образование
Эдельман получил степень магистра истории и государственного управления в Корнеллском университете в 1972 году. Затем он поступил в Йельский университет, получив степень магистра в 1973 году, степень магистра философии в 1975 году и доктор философии в дипломатической истории США в 1981 году.

### Карьера
Дипломатическая карьера Эдельмана началась в начале января 1980 года, когда он был членом ближневосточной делегации США на переговорах об автономии Западного берега и сектора Газа с 1980 по 1981 год. Позже он был вахтенным офицером в Оперативном центре Государственного департамента (1981—1982) и штабным офицером в Секретариате (1982). С 1982 по 1984 год он исполнял обязанности специального помощника государственного секретаря Джорджа П. Шульца. Затем, с 1984 по 1986 год, он занимал должность директора отдела советской политики в Управлении по советским делам Государственного департамента. С 1987 по 1989 год он был главой внешнеполитического отдела посольства США в Москве. За этим последовало назначение на должность специального помощника государственного секретаря по политическим вопросам (апрель 1989 г. — апрель 1990 г.). Эдельман голосовал за Джорджа Буша на президентских выборах в США в 1988 году.
В апреле 1990 года Эдельман стал помощником заместителя министра обороны по делам Советского Союза и Восточной Европы. Он занимал эту должность до апреля 1993 года, после чего с апреля 1993 года по июль 1993 года стал заместителем посла по особым поручениям и специальным советником государственного секретаря по новым независимым государствам. В июне 1994 года он переехал в Чешскую Республику, где он взял на себя роль заместителя главы миссии посольства США в Праге. Он занимал эту должность до июня 1996 года, после чего с июня 1996 года по июль 1998 года стал исполнительным помощником заместителя государственного секретаря.
Первое назначение Эдельмана послом произошло в 1998 году, когда он стал послом США в Финляндии. После трёх лет пребывания на этой должности (1998—2001) он был назначен первым заместителем помощника вице-президента по вопросам национальной безопасности (февраль 2001 — июль 2003), в результате чего он стал сотрудником Дика Чейни, работавшего под руководством Скутера Либби.
Второй срок Эдельмана на посту посла был с июля 2003 года по июнь 2005 года в качестве посла в Турецкой Республике. Эдельман взял на себя эту роль после второго вторжения в Ирак, во время которого антиамериканская напряженность в Турции была высокой. В следующий раз он был назначен на должность заместителя министра обороны по вопросам политики 9 августа 2005 г. в результате перерыва в назначении Джорджем Бушем, после того как его назначение было приостановлено в Сенате. Эдельман заменил ушедшего в отставку Дугласа Фейта.

#### Критика сенатора США Хиллари Клинтон
В июле 2007 года Эдельман привлек внимание средств массовой информации за критику сенатора Хиллари Клинтон, члена сенатского комитета по делам вооруженных сил. В частном письме сенатору Клинтон в ответ на запрос, сделанный в Пентагон в мае 2007 года, относительно общих планов вывода войск из боевых действий в Ираке, Эдельман отклонил ее запрос и написал:
«Преждевременное и публичное обсуждение вывода американских войск из Ирака усиливает вражескую пропаганду о том, что Соединенные Штаты откажутся от своих союзников в Ираке, во многом так же, как мы воспринимаем это во Вьетнаме, Ливане и Сомали».
Ассошиэйтед Пресс назвало его критику «язвительной». По сообщению Ассошиэйтед Пресс, комментарии Эдельмана были: «необычными, особенно потому, что они были адресованы члену сенатского комитета по вооруженным силам»
В Ассошиэйтед Пресс отметили, что член комитета сенатор-республиканец Ричард Лугар также призывал к обсуждению вывода американских войск из Ирака, но избежал критики Эдельмана. Клинтон сказала, что она «шокирована устаревшей тактикой очередного оспаривания патриотизма любого из нас, кто поднимает серьезные вопросы» по поводу войны в Ираке.
В письме министру обороны Гейтс, сенатор Клинтон повторила свой запрос о планах передислокации войск и возразила против критики Эдельмана и спросила, точно ли письмо Эдельмана отражает взгляды Гейтса как министра обороны. Ссылаясь на комментарии Клинтон, министр обороны Гейтс сказал: «Я считаю, что дебаты Конгресса по Ираку были конструктивными и уместными».

### Турция
13 февраля 2018 года Эдельман опубликовал статью в «Политико»: «Турция вышла из-под контроля. США пора так сказать». По словам Эдельмана, «ясный и твердый подход к Турции — единственный способ предотвратить это столкновение». В январе 2018 года Турция начала операцию «Оливковая ветвь» на севере Сирии. Реджеп Тайип Эрдоган, президент Турции с 2014 года, нанес американским войскам «османскую пощечину».